# Castrul roman de la Pripoare

## Descriere
Castrul roman de la Pripoare este un ipotetic castru roman al limesului Alutanus, actualmente acoperit de pământ. Se află la aproximativ 3 km sud de Perișani, la capătul sudic al cătunului Pripoare.
Ion Conea a vizitat locul în perioada interbelică: conform sătenilor, din sit ar fi fost scoase o sută de care de piatră; el opinează că zidurile groase pe care le-a văzut ar fi aparținut unei fortificații romane.